# 馬利克·喬
馬利克·拉耶·喬（德語：Malick Laye Thiaw；2001年8月8日—）是德國的一位足球運動員。在場上司職中後衛。現效力于英超球隊紐卡素。他是德國國家足球隊隊員。

## 职业生涯
喬于2015年加入沙尔克04青年学院，2020年3月7日在德甲对阵霍芬海姆，代表沙尔克进行了首次职业比赛。

## 国际职业
乔出生于德国，父亲是塞内加尔人，母亲是芬兰人，持有芬兰护照。2017年，他受邀代表芬蘭U17参加比赛。